# جیم بلوشی
جیمز آدام "جیم" بلوشی (به انگلیسی: James Adam "Jim" Belushi) (زادهٔ ۱۵ ژوئیه ۱۹۵۴)، بازیگر، کمدین، خواننده و موزیسین آمریکایی است. او برادر جان بلوشی، دیگر کمدین آمریکایی است.

## فیلم‌شناسی
برخی از فیلم‌ها و سریال‌های جیم بلوشی:
- سارق (۱۹۸۱)
- ساتردی نایت لایو (۱۹۸۳–۱۹۸۵)
- مردی با یک کفش قرمز (۱۹۸۵)
- سالوادور (۱۹۸۶)
- دربارهٔ شب قبل (۱۹۸۶)
- فروشگاه کوچک ترسناک (۱۹۸۶)
- داغ سرخ (۱۹۸۸)
- آقای سرنوشت (۱۹۹۰)
- سوی موفرفری (۱۹۹۱)
- آثار قرمز (۱۹۹۲)
- خاطرات هیتمن (۱۹۹۲)
- زندگی‌های جدا (۱۹۹۵)
- صحرای بزرگ آفریقا (۱۹۹۵)
- پبل و پنگوئن (۱۹۹۵)
- جیرینگ جیرینگ ادامه‌دار (۱۹۹۶)
- مسابقه با خورشید (۱۹۹۶)
- بازگشت به من (۲۰۰۰)
- جو یه کسی (۲۰۰۱)
- به گفته جیم (۲۰۰۱–۲۰۰۹)
- شنل قرمزی (۲۰۰۵)
- دنیای وحش (۲۰۰۶)
- آندرداگ (۲۰۰۷)
- سایه‌نویس (۲۰۱۰)
- زندگی مخفی چوبک‌ها
- شب سال نو (۲۰۱۱)
- خانه شیرین جهنمی (۲۰۱۵)
- چرخ شگفت‌انگیز (۲۰۱۷)